# 岩国陸軍燃料廠
岩国陸軍燃料廠（いわくにりくぐんねんりょうしょう）は、山口県岩国市にかつて存在した陸軍燃料廠（工廠）。太平洋戦争の終戦3ヶ月前の1945年5月10日にB-29による空爆を受け壊滅した。
350人以上の犠牲者が出ており、中には学徒動員されていた女生徒もいた。現在は、三井化学岩国大竹工場の敷地内に岩国陸軍燃料廠の防空壕跡が残っている。

## 操業
1939年に着工、1942年に操業開始。
太平洋戦争中、岩国陸軍燃料廠（現三井化学岩国大竹工場）では航空燃料や航空潤滑油などを生産していた。

## 爆撃とその被害
1945年5月10日午前9時45分頃、B29によって爆撃され、岩国陸軍燃料廠は壊滅的な被害を受けた。この爆撃で隣接している麻里布製油所を含め356名が殉職した。
うち、隣接している麻里布製油所（現ENEOS麻里布製油所）の殉職者数は、従業員24名、動員学徒9名であった。
燃料廠では動員学徒の被害者が確認されており、旧制岩国中（現岩国高）出身の学徒が犠牲になったほか、岩国高等女学校（現岩国高）の11人、安下庄中（現周防大島高）の9人が亡くなったとされる
。

## 工廠長

### 陸軍燃料第1工廠
工廠長
- 柳成利 陸軍少将：1944年3月11日[4] -

### 岩国陸軍燃料廠
廠長
- 柳成利 陸軍少将：1945年4月28日[4] -

## 現在
1958年より、三井化学岩国大竹工場が燃料廠跡地を含む敷地で操業を開始している。2014年には、岩国大竹工場の正門付近に存在する燃料廠の防空壕跡に『殉難者地』と記載された表示板が取り付けられた。